# Saint-Martial-sur-Isop
Saint-Martial-sur-Isop település Franciaországban, Haute-Vienne megyében. Lakosainak száma 146 fő (2022. január 1.). Saint-Martial-sur-Isop Asnières-sur-Blour, Gajoubert, Val d’Issoire, Saint-Bonnet-de-Bellac és Val-d’Oire-et-Gartempe községekkel határos.

## Népesség
A település népessége az elmúlt években az alábbi módon változott:
| Lakosok száma | 135  | 133  | 139  | 136  | 138  | 140  | 140  | 140  | 146  |
|               | 2013 | 2015 | 2016 | 2017 | 2018 | 2019 | 2020 | 2021 | 2022 |